# La Vie, en gros
Ne doit pas être confondu avec La Vie en grand.
La Vie, en gros est un livre écrit par Mikaël Ollivier et paru en 2001 aux éditions Thierry Magnier, puis, en poche, dans la collection Folio Junior. Ce roman a reçu de nombreux prix littéraires. Il a été adapté en 2003 à la télévision pour M6 (scénario Mikael Ollivier, réalisation Didier Bivel), puis, en 2025, en long métrage d'animation (réalisation Kristina Dufková).

## Synopsis
Benjamin a quinze ans, et s'il y a une chose qu'il aime faire dans la vie, c'est manger. Mais lors d'une visite médicale l'infirmière scolaire lui annonce qu'il souffre d'une obésité de "catégorie 2". Il décide alors de prendre les choses en mains et de suivre un régime strict. Mais les bonnes résolutions ne sont pas toujours faciles à tenir. Même pour les beaux yeux d'une fille à qui Benjamin aimerait tant plaire.

## Prix remportés
- Prix des Incorruptibles 2001/2002[1]
- Prix de l'Été de livre à Metz 2002
- 1er Prix des collégiens de la ville de Vannes 2002
- Prix Ruralivres dans le Nord 2002
- Prix Luciole 2002
- Prix des collèges de la ville de Martigues 2002
- Prix Henri Martin de Festi'livres 2002
- Prix des Lecteurs de la ville de Mans 2002É
- Prix Farniente 2002-2003 (Belgique)
- Prix du Festival du livre de Cherbourg 2002
- Prix Hibou 2003 (Allemagne)
- Prix littéraire du Bessin Bocage 2003
- Prix des collégiens de Haute-Savoie 2003
- Prix du livre jeunesse de Lavelanet 2003
- Prix Collèges 82 de Montauban 2004